# Renault 19
La Renault 19 è una berlina di segmento C prodotta dalla casa automobilistica francese Renault dal 1988 al 1997 in Europa e fino al 2001 in alcuni mercati emergenti.

## Storia e profilo

### Nascita del modello
Il progetto X53 destinato a dare i natali alla 19 fu avviato nel 1983, poco dopo il lancio commerciale della Renault 11, quest'ultima una vettura chiamata a sostituire la poco apprezzata Renault 14 e ad affiancare la "sorella" R9, caratterizzata da una classica linea a 3 volumi. In realtà, sia la Renault 9 che la Renault 11, pur riscuotendo maggiori consensi della 14, non raggiunsero i numeri di vendita sperati e quindi ottennero un successo solo parziale, andando così ad aggiungersi alle varie cause che negli anni ottanta fecero piombare la Régie in una profonda crisi economica. I motivi di tale crisi furono, come già detto, svariati: i notevoli investimenti della Casa francese per sfondare nel mercato statunitense, investimenti che diedero luogo solo a perdite finanziarie; una gamma piuttosto vecchia (la Renault 30 aveva già 9 anni nel 1984, anche se era quasi pronta la sua sostituta, la Renault 20 ne aveva 8, la R5 risaliva al 1972 e la R4 addirittura al 1961); inoltre, la qualità percepita dal pubblico non era ancora a livelli elevati e ciò si ripercosse sui numeri di vendita. Come risultato si ebbe un crollo della fetta di mercato della Renault in Europa, fetta che scese dal 15% all'11%, causando un deficit di ben 12 miliardi di franchi. Il culmine si raggiunse nel 1985 con le dimissioni dell'allora presidente Bernard Hanon, al posto del quale sarebbe giunto Georges Besse, che riuscì a ridurre le perdite a 5.5 miliardi di franchi, ma che già l'anno seguente sarebbe stato ucciso sotto casa in un attentato. Al suo posto sarebbe poi arrivato Raymond Lévy.
Il progetto X53 si sviluppò in questo clima molto difficile per la Renault: tale progetto, condiviso ed accettato dai tre presidenti Renault succedutisi a metà anni '80, doveva portare ad una vettura qualitativamente ben superiore rispetto alle R9 ed R11 che andava a sostituire e paragonabile piuttosto alle tedesche che non alle francesi prodotte in quegli anni. Come punto di riferimento vennero prese le Mercedes-Benz, ma anche un best seller come la Volkswagen Golf, che la vettura nata dal progetto X53 era chiamata a fronteggiare. Raymond Lévy picchiò molto sul tasto della qualità e all'inizio del suo incarico come presidente dichiarò fermamente: "Io non so se la Volkswagen è gestita meglio della Renault, ma so per certo che una vettura come la Golf si vende bene grazie alla reputazione dovuta alla sua qualità". Come corollario a tale affermazione nominò Pierre Jocou come responsabile del controllo qualità. La vettura a quel punto era quasi pronta e mancava veramente poco al suo lancio, ma Lévy decise di ritardare tale evento per effettuare ancora numerosi controlli di qualità. Tra gli altri requisiti richiesti dai vertici Renault al momento dell'avvio del progetto X53 vi furono anche quelli inerenti alle doti di dinamicità, robustezza, affidabilità, e spaziosità dell'abitacolo.
I test dei prototipi furono numerosi: ben 7.5 milioni di chilometri furono percorsi dai "muletti" X53 per testare la meccanica anche in condizioni estreme e poterne valutare l'effettiva affidabilità. Per quanto riguarda i componenti, ogni singola parte fu progettata e realizzata con l'aiuto della progettazione assistita da computer (che in quegli anni era quasi una novità) e con macchine a controllo numerico.
La produzione fu avviata nel maggio del 1988, ma la presentazione e la successiva commercializzazione avvennero solo a partire dal 5 settembre in Francia. Entro la fine dell'anno la commercializzazione venne estesa a tutti gli altri Paesi europei. Per meglio sollecitare l'interesse della clientela, il prezzo fu del 10% inferiore rispetto alla R11 uscente. Tale possibilità fu offerta da una strategia produttiva tesa a ridurre i tempi di produzione della vettura: l'assemblaggio di ogni esemplare di 19 richiedeva infatti 18 ore di lavoro, contro le 20 previste per un R11 e le 25 previste negli anni precedenti per una R14.

#### Design interno ed esterno
Va detto che la 19 non brillava certo per l'originalità delle sue linee, ma di certo risultava più moderna rispetto ai modelli che andava a sostituire. La linea, disegnata in collaborazione con la Italdesign di Giorgetto Giugiaro, era del tipo a due volumi e mezzo, simile nell'impostazione a quella della R11, rispetto alla quale la 19 risultava però più aerodinamica grazie al lavoro di affinamento delle linee, ed in particolare del frontale, caratterizzato da una calandra praticamente assente e sostituita dal prolungamento del cofano motore, quest'ultimo piuttosto spiovente. Di semplice disegno anche i fari anteriori di forma rettangolare. L'estrema linearità del frontale ha permesso il raggiungimento di un Cx pari a 0.30. Il paraurti avvolgente (sempre per esigenze di aerodinamica) con presa d'aria integrata portava un tocco di grinta alla vista della parte anteriore della vettura. La fiancata, anch'essa semplice e lineare mostrava una linea di cintura non molto alta, il che rendeva più agile il corpo vettura, mentre la coda, piuttosto sviluppata in altezza, era caratterizzata dall'ampio portellone dotato di un piccolo spoiler integrato e da gruppi ottici quadrati. Anche il paraurti posteriore aveva un disegno avvolgente.
L'abitacolo era spazioso sia per gli occupanti anteriori che per quelli posteriori. Il posto guida era caratterizzato da un volante leggermente disassato rispetto al sedile, ma in compenso la plancia era caratterizzata da una console centrale leggermente rivolta verso il conducente e da un cruscotto molto completo relativamente alla fascia di mercato che la 19 andava ad occupare. I vetri laterali anteriori (ma non posteriori) erano attivati elettricamente, dalla consolle centrale del cruscotto, vicino all'interruttore della sicura centralizzata; la R19 aveva anche un sistema antiappannamento per il lunotto e un telecomando centralizzato ad infrarossi con comando attivato dalla chiave principale (che aveva anche una fotocellula, pila e bottone d'azionamento). Il sensore del telecomando era sistemato sul tetto, appena dietro il parabrezza, con una piccola struttura ricoperta da una struttura di plastica che lo proteggeva. La linea di cintura piuttosto bassa implicava una più estesa superficie vetrata e quindi una maggior luminosità nell'abitacolo, ma anche una elevata visibilità, maggiore anteriormente e lateralmente, minore quella posteriore, dato il cofano rialzato e il lunotto di dimensioni relativamente piccole, senza la forma 'a goccia' tipica delle Fuego e R11. Il bagagliaio era molto capiente ed era più ai livelli di alcune station wagon medie dell'epoca che non a quelli di una normale berlina di segmento C: in configurazione standard si arrivava a ben 386 litri, contro i 330 litri di una delle più spaziose segmento C dell'epoca, cioè la Fiat Tipo. Abbattendo lo schienale posteriore, poi, tale valore raggiungeva 1.310 litri e si poneva al di sopra dei 1.200 litri della Fiat Regata Weekend. Tale elevato valore di capienza del bagagliaio della 19 è stato reso possibile grazie ad alcuni accorgimenti, come ad esempio la sistemazione della ruota di scorta sotto il piano di carico.

#### Struttura, meccanica e motori
Nella sua architettura meccanica e nelle soluzioni adottate, la 19 non proponeva granché di innovativo, ma si limitava a quanto già visto e collaudato nei modelli precedenti. L'impostazione rimaneva così a motore anteriore trasversale e trazione anteriore.
Le sospensioni prevedevano un avantreno di tipo MacPherson ed un retrotreno a bracci longitudinali con barre di torsione, mentre l'impianto frenante era di tipo misto a circuito incrociato con servofreno. Lo sterzo era a cremagliera, ma senza servoassistenza.
Quanto alla gamma motori, è qui che la gamma 19 proponeva l'unica novità tecnica di rilievo, poiché portava al debutto la nuova famiglia di motori Energy (da non confondere con i ben più moderni motori Energy di oltre vent'anni dopo), in questo caso con l'unità da 1.4 litri. In Italia, la gamma motori d'esordio della 19 era la seguente:
- 19 1.2: si tratta del motore C1G da 1237 cm³ in grado di erogare una potenza massima di 55 CV;
- 19 1.4: vera novità tecnica della neonata 19, è il nuovo motore dell'altrettanto nuova famiglia Energy di fine anni '80, ossia un'unità da 1390 cm³ con potenza di 80 CV;
- 19 1.7: motorizzazione di punta della gamma, è il motore F2N da 1721 cm³ con potenza massima di 90 CV;
- 19 Diesel: motorizzazione a gasolio presente era costituita dal motore F8Q da 1870 cm³, un diesel aspirato con potenza massima di 64 CV.

In alcuni mercati, come ad esempio quello francese e quello tedesco, la versione 1.4 era equipaggiata con il vecchio 1.4 Cléon da 58 CV alimentato a carburatore, mentre il 1.7 era anche disponibile con potenza ridotta a 73 CV. Inoltre, il 1.9 a gasolio fu proposto anche in versione sovralimentata mediante turbocompressore, con potenza portata a 95 CV. Sfortunatamente, però, tale unità motrice non fu prevista in Italia durante i primi anni di carriera commerciale della 19.
Il cambio era manuale a 5 marce su tutta la gamma, tranne che nella versione di base, il cui motore 1.2 era accoppiato ad un cambio a 4 marce, sempre manuale. In ogni caso la frizione era del tipo monodisco a secco. In alternativa, su alcuni modelli, era possibile optare per un cambio automatico a 3 rapporti con il classico convertitore di coppia.

#### Allestimenti
Al suo debutto la 19 fu prevista nel mercato italiano in ben sette livelli di allestimento, ognuno dipendente dalla carrozzeria (a 3 o a 5 porte) e dal motore:
- TR: livello di base previsto per la versione 1.2 con carrozzeria a 3 o a 5 porte;
- TRE: livello superiore (dotato, tra l'altro, di alzacristalli elettrici e chiusura centralizzata) previsto per la versione 1.2 con carrozzeria a 5 porte;
- TSE: livello superiore, uguale al TRE, previsto per la versione 1.4 con carrozzeria disponibile sia a 3 che a 5 porte;
- GTS: livello intermedio tra il TR ed il TSE, privo di vetri elettrici e chiusura centralizzata, previsto per la versione 1.4 con carrozzeria a 5 porte;
- TXE: livello di punta, equivalente al TRE con in più i cerchi in lega ed i sedili in velluto, previsto per la versione 1.7 con carrozzeria a 5 porte;
- TD e TDE: livelli di allestimento rispettivamente identici al TR ed al TSE previsti in abbinamento con il motore diesel, il TR sia a 3 che a 5 porte, il TDE solo con carrozzeria a 5 porte.

### Evoluzione

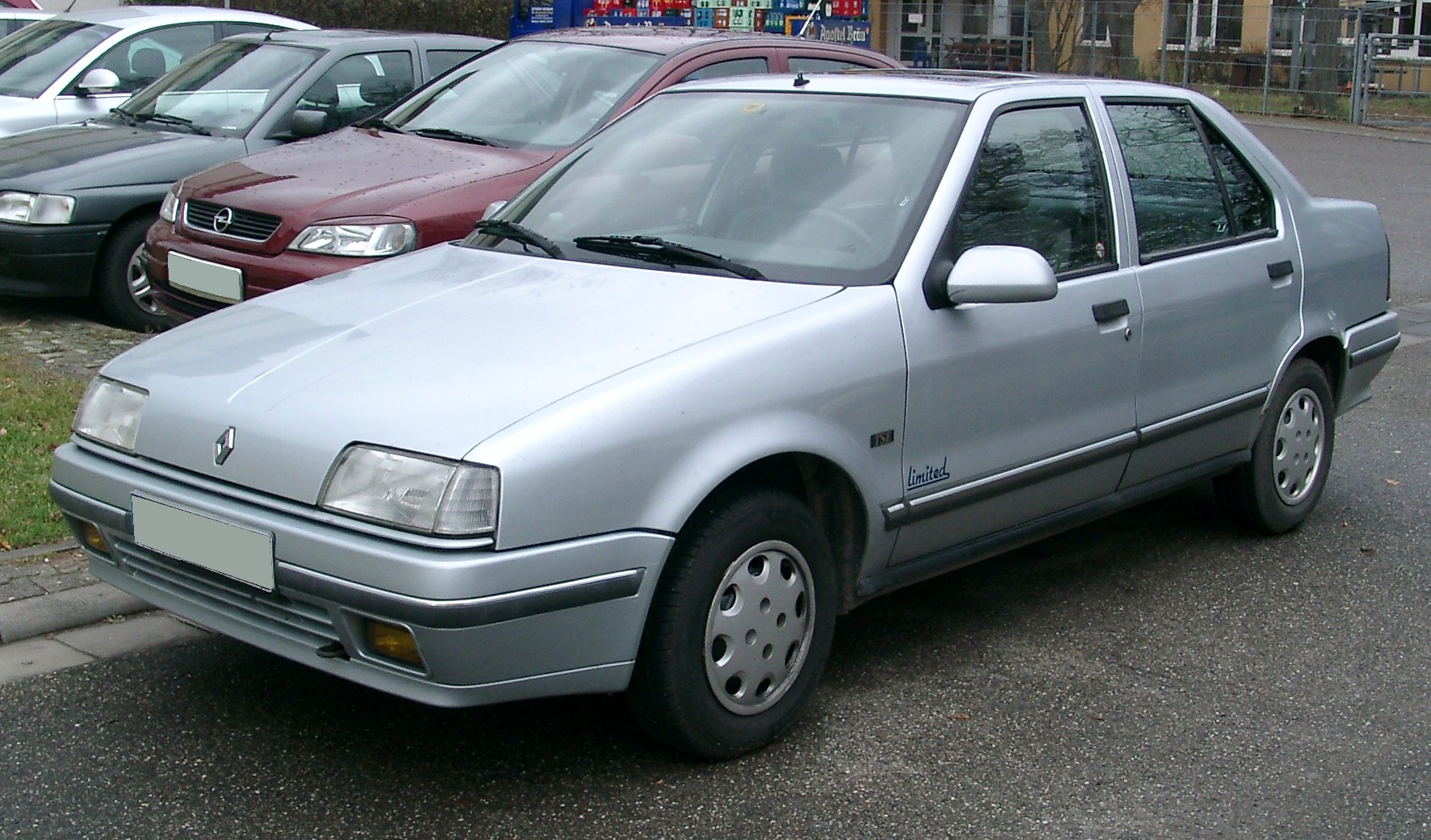
Una Renault 19 con carrozzeria a tre volumi, denominata Chamade e disponibile dal 1989

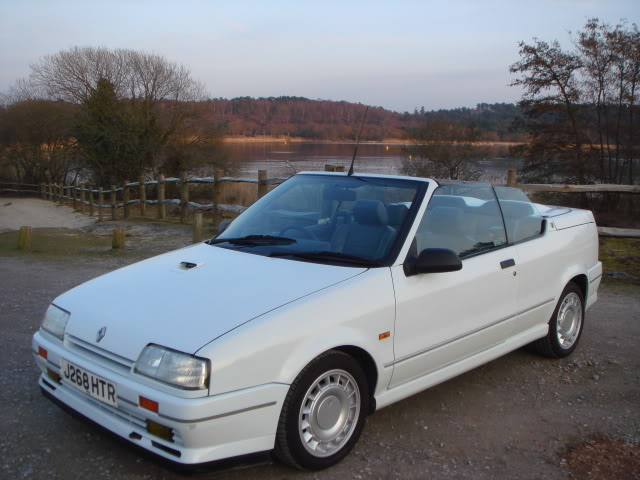
Una 19 Cabriolet, qui con motore 1.8 16v, riconoscibile per i cerchi in lega da 15 pollici previsti anche per le 1.8 16v pre-restyling con carrozzeria chiusa

Le vendite cominciarono il 5 settembre 1988 in Francia e poco dopo in tutta l'Europa: la 19 fu l'ultima Renault con la classica denominazione numerica (introdotta nel 1961 con il lancio della Renault 4 e della sua "sorella" povera, la Renault 3). Poco tempo dopo sarebbero state attuate le nuove politiche di denominazioni della Casa francese.
La R19 riscosse fin dall'inizio un successo di vendite più che buono, e che fu solo in piccola parte mitigato dalle critiche di una piccola parte di detrattori: infatti, se da un lato alla 19 è stata contestata una linea poco innovativa, dall'altro è stata elogiata per la qualità degli interni. In ogni caso, la 19 segnò un cambio di stile che la maggior parte del pubblico europeo gradì molto, come testimoniano anche i 121.089 esemplari prodotti solo negli ultimi mesi del 1988.
La linea era elegante e aggressiva, tanto che uno spot dell'epoca la descriveva come "lo squalo" (con l'ombra arricchita di una pinna dorsale) e lo slogan era "Renault 19, la forza emergente" per la hatchback e "la forza elegante" riferendosi alla Chamade.
Le primissime 19 furono proposte, come già accennato, solo in versione con carrozzeria a due volumi e mezzo e a 3 o 5 porte. Ma nell'aprile del 1989 la gamma si arricchì della versione con carrozzeria a tre volumi, denominata 19 Chamade e declinata in tutte le varianti di allestimento disponibili per la due volumi e mezzo. In questo modo la Casa francese volle assicurarsi maggiori consensi venendo incontro alle esigenze di chi preferiva un corpo vettura classico. Non sbagliò: alla fine di quel 1989, furono vendute 125.785 esemplari, un buon numero, anche se lontano dai quasi 400.000 esemplari di 19 a due volumi e mezzo prodotte nell'intero anno. Sempre durante il 1989 vi furono altre novità. Innanzitutto la motorizzazione 1.7 fu proposta anche in versione catalizzata, e quindi con una variante ad iniezione in grado di erogare fino a 93 CV di potenza massima. La seconda novità riguardò solo il mercato francese, dove la versione di base venne sostituita dalla 19 1.2e, dotata di un nuovo 1.2, stavolta derivato dal 1.4 Energy, e la cui potenza crebbe a 60 CV.
Nel 1990 fu lanciata la versione di punta della gamma R19, ossia la 19 1.8 16V (denominata 16S in Francia), disponibile in tutte e 3 le varianti di carrozzeria, e che si propose come erede delle 11 Turbo e 9 Turbo. Il suo motore con testata a 4 valvole per cilindro erogava fino a 140 CV di potenza massima e faceva della vettura uno dei mezzi più apprezzati dalla clientela sportiveggiante dell'epoca. Si distingueva dalle altre 19 per i cerchi in lega da 15 pollici dal disegno specifico, e per un leggero ridisegnamento al paraurti anteriore. Anche l'assetto, e quindi il baricentro della vettura, era ribassato per permettere alla vettura un comportamento più sportivo nella guida brillante. Nello stesso anno, il motore 1.7 fu proposto in alcuni mercati anche con potenza massima di 107 CV.
Nel maggio 1991 la versione TXE poté essere ordinata anche con un nuovo cambio automatico a 4 rapporti che andò a sostituire il precedente automatico a 3 rapporti. Dal mese di luglio, la Renault 19 venne proposta anche in versione cabriolet, sviluppata dal preparatore Karmann, da sempre specialista in questo genere di trasformazioni: ventitré anni dopo l'uscita di scena della Renault Caravelle, la Casa della Losanga tornò sul mercato con una cabriolet, stavolta destinata ad ottenere un miglior successo di vendite. Il successo di un best seller come la Golf Cabrio, ma anche quello della rivale di casa, la Peugeot, con la sua 205 Cabrio spinse i vertici Renault a tornare nel segmento di mercato delle "scoperte" di fascia medio-bassa. Omologata per quattro persone, la 19 era caratterizzata esternamente, oltre che dalla presenza della capote in tela a doppio strato (che anche da chiusa non andava a turbare l'equilibrio estetico del corpo vettura), anche dal coperchio del vano capote dotato di due "gobbe" appena dietro i poggiatesta posteriori. I motori previsti per la 19 Cabriolet erano due: un 1.7 ad iniezione elettronica da 93 CV ed il 1.8 16v da 140 CV, già previsti anche per le corrispondenti versioni con carrozzeria chiusa. Durante lo stesso anno, l'avvicinarsi dell'entrata in vigore della normativa Euro 1, prevista per il 1º gennaio 1993, spinse molti costruttori a proporre molti dei propri modelli anche in versione catalizzata. Perciò anche Renault, dopo aver anticipato tale tendenza con la 19 1.7 cat., allargò il ventaglio delle proprie versioni "verdi" anche alla 19 1.4, che tuttavia continuò per un po' di tempo ad essere proposta anche non catalizzata. Nello stesso periodo vennero introdotte le versioni "Limited", basate sull'allestimento TSE e dotate di serie del climatizzatore manuale.

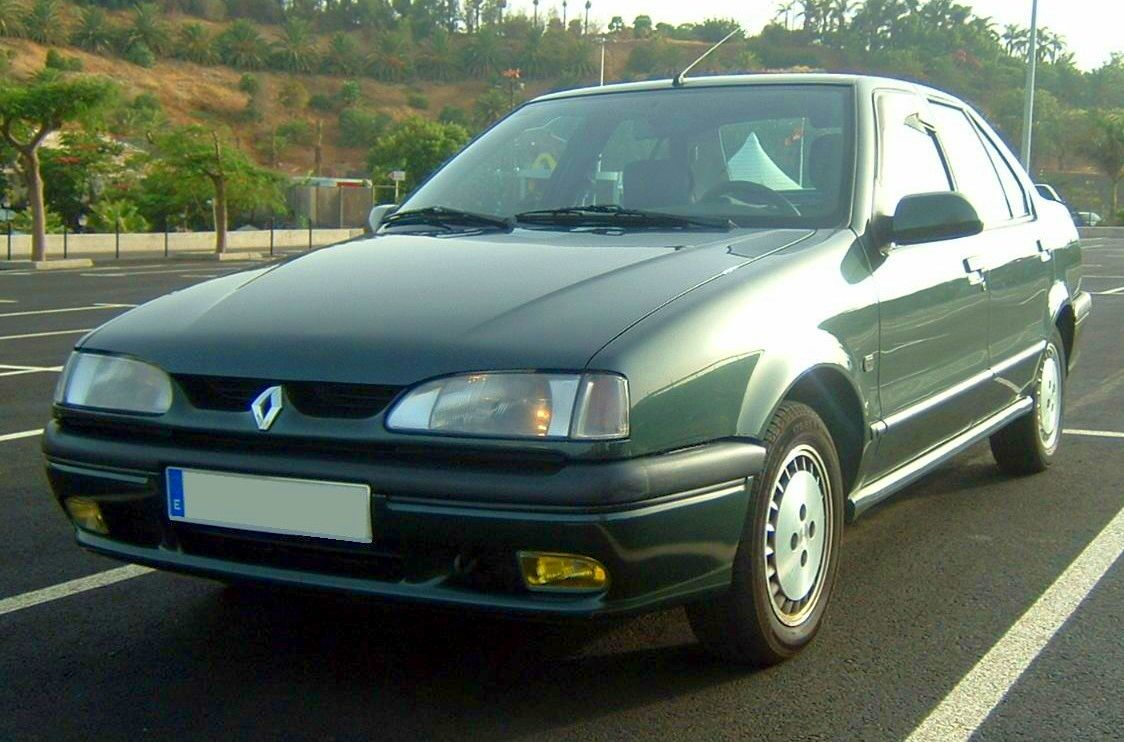
Una R19 4 porte seconda serie, riconoscibile per il frontale ridisegnato

Nel 1992 c'è stato un sostanziale restyling: anteriormente i fari vennero ridisegnati ed assunsero un profilo più tagliato nella zona interna, mentre apparve una vera e propria calandra tagliata in due dalla presenza dello stemma centrale della Renault. Posteriormente i fari posteriori cambiarono le grafiche e vennero uniti l'uno all'altro da un fascione in plastica rosso scuro, una soluzione piuttosto utilizzata in quegli anni. A differenza delle versioni con la guida a destra, le versioni con la guida a sinistra hanno avuto un cruscotto ridisegnato. Molte novità si ebbero sul fronte delle motorizzazioni: il 1.7 fu sostituito in entrambe le sue versioni (90 e 107 CV) da un nuovo 1.8 monoalbero imparentato con quello della versione 16v, ma di cilindrata differente (1794 cm³ anziché 1764). Tale nuovo motore fu disponibile nelle potenze di 93 CV (per la 19 RSi o 19 1.8 SPI) e di 110 CV (per la ricca versione Baccara o 19 1.8 MPI). Contemporaneamente la versione 16v vide la propria potenza ridursi da 140 a 137 CV per via dell'arrivo del catalizzatore. All'estremità opposta della gamma, si ebbe anche in Italia l'arrivo del 1.2 Energy già da tempo introdotto in Francia, e che con l'applicazione del catalizzatore scese da 60 a 58 CV. Infine, il catalizzatore venne montato anche nelle versioni diesel: a tale proposito, in occasione del restyling, le versioni turbodiesel vennero estese anche al nostro Paese, anche se l'avvento del catalizzatore ne ridusse la potenza da 95 a 90 CV. Quanto alla particolare versione cabriolet, essa rimase in listino con motori 1.8 da 93 CV e 110 CV e 1.8 16v da 137 CV. La motorizzazione intermedia non venne importata in Italia.

Negli anni seguenti non vi furono aggiornamenti di sorta alla gamma della 19, che quindi si avviò lentamente verso il pensionamento: nel 1994 venne eliminato il motore 1.2 Energy, mentre il 1.8 monoalbero ad iniezione multipoint vide la propria potenza scendere da 110 a 107 CV.

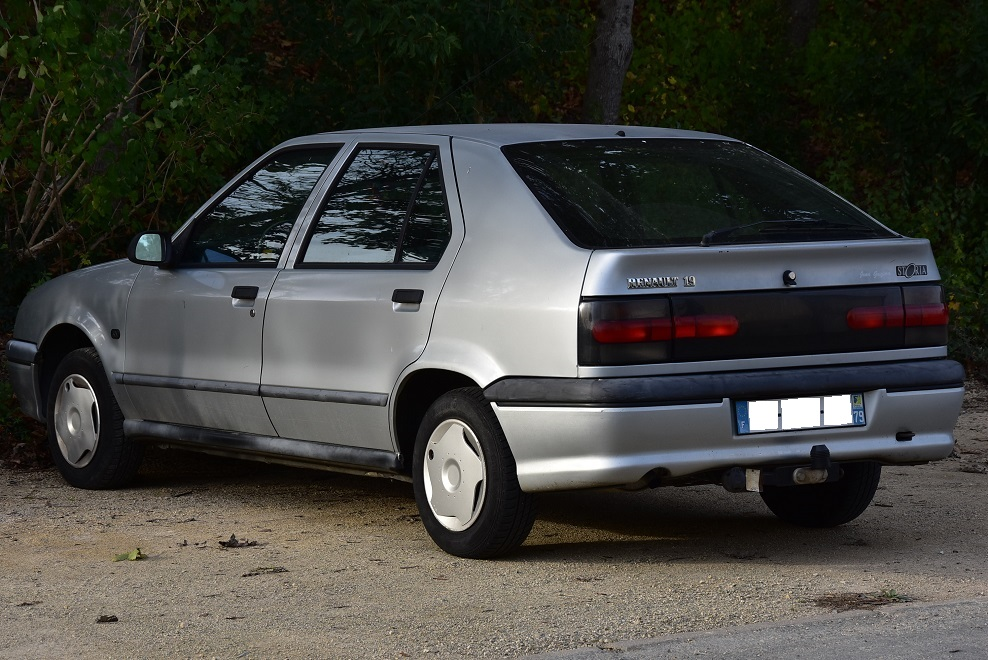
R19 1.4e RN Storia, 1995

Nel 1995 la 19 fu tolta di produzione, ma la sua commercializzazione continuò in Italia fino ai primi mesi del 1996 mentre la cabriolet anche fino al 1997. Addirittura, nei Paesi dell'America Latina dove veniva anche prodotta, la 19 venne prodotta fino al 2000 e rimase a listino persino fino al 2001. Durante quest'ultimo anno furono prodotti soli 3.690 esemplari di Renault 19.
La Renault 19 è stata sostituita a partire dal 1995 dalla Renault Mégane di prima generazione, che ne condivideva parte della meccanica. La 19 Cabriolet venne rimpiazzata dalla Mégane Cabriolet.

## Tabella riepilogativa
Ecco di seguito una tabella riassuntiva delle varie motorizzazioni ed allestimenti che hanno equipaggiato la R19 nel corso della sua produzione:
| Renault 19 |             |         |                |                                     |                 |                   |                    |                    |              |                     |                    |                    |
| Modello | Carrozzeria | Motore  | Cilindrata cm³ | Alimentazione                       | Potenza CV/rpm  | Coppia Nm/rpm     | Cambio/ N°rapporti | Massa a vuoto (kg) | Velocità max | Acceler. 0–100 km/h | Consumo (l/100 km) | Anni di produzione |
| Versioni a benzina |             |         |                |                                     |                 |                   |                    |                    |              |                     |                    |                    |
| 19 1.2 | berlina     | C1G     | 1237           | Carburatore                         | 55/5250         | 88/3000           | M/4                | 920                | 155          | -                   | 6.6                | 1988-92            |
| 19 1.2i | berlina     | E7F     | 1171           | Iniezione single-point              | 60/54001        | 85/4000           | M/5                | 920                | 155          | -                   | 6.8                | 1989-942           |
| 19 1.4 | berlina     | C1J E6J | 1397 1390      | Carburatore                         | 60/5250 80/5750 | 101/2750 107/3500 | M/4 M/5            | 920                | 155          | 15"                 | -                  | 1988-923 1988-95   |
| 1.9 1.4i | berlina     | C3J     | 1390           | Iniezione single-point              | 58/4750         | 100/3000          | M/5                | 940                | 162          | 14"8                | 8.7                | 1992-954           |
| 1.9 1.4i | berlina     | E7J     | 1390           | Iniezione single-point              | 78/5750         | 107/3500          | M/5                | 940                | 173          | -                   | 6.6                | 1988-955           |
| 19 1.66 | berlina     | C2L     | 1565           | Carburatore                         | 78/5000         | 123/3500          | M/5                | -                  | -            | -                   | -                  | 1992-20006         |
| 19 1.6i6 | berlina     | C3L     | 1565           | Iniezione single-point              | 75/5000         | 133/5000          | M/5                | -                  | -            | -                   | -                  | 1992-20006         |
| 19 1.73 | berlina     | F2N7    | 1721           | Carburatore                         | 90/5250         | 138/3000          | M/5                | 945                | 183          | 10"8                | 9.1                | 1988-92            |
| 19 1.7 SPi | berlina     | F3N     | 1721           | Iniezione single-point              | 73/50008        | 127/2750          | M/5                | -                  | 171          | 12"3                | -                  | -                  |
| 19 1.7 SPi cat. | berlina     | F3N     | 1721           | Iniezione single-point              | 93/5250         | 140/3000          | M/5                | 1.015              | 185          | -                   | -                  | 1989-92            |
| 19 1.7 SPi cat. | cabriolet   | F3N     | 1721           | Iniezione single-point              | 93/5250         | 140/3000          | M/5                | 1.125              | 178          | 12"9                | -                  | 1991-92            |
| 19 1.7 MPi | berlina     | F3N     | 1721           | Iniezione multi-point               | 107/5800        | 150/4000          | M/5                | 1.015              | 190          | 10"4                | -                  | 1990-92            |
| 19 1.8 SPi | berlina     | F3P     | 1794           | Iniezione single-point              | 93/5750         | 142/2750          | M/5                | 1.020              | 183          | 11"                 | 8.2                | 1992-95            |
| 19 1.8 SPi | cabriolet   | F3P     | 1794           | Iniezione single-point              | 93/5750         | 142/2750          | M/5                | 1.080              | 178          | 12"9                | 8.3                | 1992-97            |
| 19 1.8 MPi | berlina     | F3P     | 1794           | Iniezione multi-point               | 110/5500        | 160/4250          | M/5                | 1.030              | 195          | -                   | 8.5                | 1992-953           |
| 19 1.8 MPi | cabriolet   | F3P     | 1794           | Iniezione multi-point               | 110/5500        | 160/4250          | M/5                | 1.105              | 191          | 10"9                | -                  | 1992-973           |
| 19 1.8 16v | berlina     | F7P     | 1764           | Iniezione multi-point               | 140/65009       | 165/42509         | M/5                | 1.050              | 215          | 7”9                 | 12                 | 1990-95            |
| 19 1.8 16v | cabriolet   | F7P     | 1764           | Iniezione multi-point               | 140/65009       | 165/42509         | M/5                | 1.160              | 208          | 9"3                 | 8.4                | 1992-97            |
| Versioni a gasolio |             |         |                |                                     |                 |                   |                    |                    |              |                     |                    |                    |
| 19 1.9 diesel | berlina     | F8Q     | 1870           | Diesel aspirato Iniezione indiretta | 64/4500         | 118/2250          | M/5                | 1.020              | 166          | 15"3                | 6.7                | 1988-95            |
| 19 1.9 turbodiesel | berlina     | F8Q     | 1870           | Turbodiesel iniezione indiretta     | 95/430010       | 175/2250          | M/5                | 1.050              | 184          | 11"5                | 5.9                | 1988-95            |
| Note: 158 CV a 6000 giri/min in versione catalizzata 2In Italia solo dal 1992 al 1994 3Non prevista nel mercato italiano 4Non previsto per il mercato italiano e previsto dal 1995 al 2000 per alcuni Paesi extra-europei 5Previsto dal 1995 al 2000 per alcuni Paesi extra-europei 6Previsto solo per i mercati sudamericani 7Motore previsto in Sudamerica con alimentazione ad iniezione e prestazioni simili 8Motore previsto solo in alcuni mercati europei tra cui quello tedesco 9137 CV a 6250 giri/min e 162 Nm a 4250 giri/min in versione catalizzata 1090 CV nelle versioni catalizzate |             |         |                |                                     |                 |                   |                    |                    |              |                     |                    |                    |